# 火星探测任务列表
本表纪录世界各国有史以来的探测火星的各项任务，包含環繞、飛越、登陸任務。其中羅塞塔號及黎明號則是利用火星進行重力推進至其他天體。
| 任務                   | 探測器                 | 发射时间 （协调世界时） | 国家与机构                    | 任務類型                   | 图片 | 結果       | 备注 |
| ---------------------- | ---------------------- | ----------------------- | ----------------------------- | -------------------------- | ---- | ---------- | --- |
| 火星1A號（火星1960A）  | 火星1A號（火星1960A）  | 1960年10月10日          | 苏联                          | 飛掠                       |      | 發射失敗   | 未抵達軌道 |
| 火星1B號（火星1960B）  | 火星1B號（火星1960B）  | 1960年10月14日          | 苏联                          | 飛掠                       |      | 發射失敗   | 未抵達軌道 |
| 衛星22號（火星1962A）  | 衛星22號（火星1962A）  | 1962年10月24日          | 苏联                          | 飛掠                       |      | 發射失敗   | 在近地軌道上失聯 |
| 火星1號 (2MV-4 No.2)   | 火星1號 (2MV-4 No.2)   | 1962年11月1日           | 苏联                          | 飛掠                       |      | 太空船失敗 | 在抵达前失联 |
| 衛星24號（火星1962B）  | 衛星24號（火星1962B）  | 1962年11月4日           | 苏联                          | 著陸器                     |      | 發射失敗   | 未離開近地軌道 |
| 水手3號                | 水手3號                | 1964年11月5日           | 美国國家航空航天局            | 飛掠                       |      | 發射失敗   | 运载目标整流罩分离失败 |
| 水手4號                | 水手4號                | 1964年11月28日          | 美国國家航空航天局            | 飛掠                       |      | 成功       | 于UTC时间1965年7月15日01:00:57接近火星。首次传回火星照片。                                                                           |
| 探測器2號              | 探測器2號              | 1964年11月30日          | 苏联                          | 飛掠                       |      | 太空船失敗 | 在飛越火星前失聯 |
| 水手6號                | 水手6號                | 1969年2月25日           | 美国國家航空航天局            | 飛掠                       |      | 成功       | |
| 火星2A號（火星1969A）  | 火星2A號（火星1969A）  | 1969年3月27日           | 苏联                          | 衛星                       |      | 發射失敗   | 轨道错误导致失败 |
| 水手7號                | 水手7號                | 1969年3月27日           | 美国國家航空航天局            | 飛掠                       |      | 成功       | |
| 火星2B號（火星1969B）  | 火星2B號（火星1969B）  | 1969年4月2日            | 苏联                          | 衛星                       |      | 發射失敗   | 轨道错误导致失败 |
| 水手8號                | 水手8號                | 1971年5月9日            | 美国國家航空航天局            | 衛星                       |      | 發射失敗   | 轨道错误导致失败 |
| 宇宙419號              | 宇宙419號              | 1971年5月10日           | 苏联                          | 衛星                       |      | 發射失敗   | 因火箭燃烧时间错误没有离开近地轨道                                                                                                   |
| 水手9號                | 水手9號                | 1971年5月30日           | 美国國家航空航天局            | 衛星                       |      | 成功       | 1971年11月14日进入轨道，516天后停用                                                                                                  |
| 火星2號                | 火星2號                | 1971年5月19日           | 苏联                          | 衛星                       |      | 大部分成功 | 于1971年11月27日进入轨道，运行362天。由于地面上的沙尘暴，测绘作业失败                                                                |
| 火星2號                | 火星2號著陸器          | 1971年5月19日           | 苏联                          | 著陸器                     |      | 太空船失敗 | 1971年11月27日登陸火星失敗，降落伞未打开撞毁于火星表面。第一个抵达火星的人造物。                                                     |
| 火星2號                | Prop-M 火星車          | 1971年5月19日           | 苏联                          | 火星車                     |      | 太空船失敗 | 首個到達火星的火星車，在火星2號著陸器登陸失敗時隨之墜毁                                                                              |
| 火星3號                | 火星3號                | 1971年5月28日           | 苏联                          | 衛星                       |      | 大部分成功 | 于1971年12月2日进入轨道，运行20天。 由于地面上的沙尘暴，测绘作业失败                                                                 |
| 火星3號                | 火星3號著陸器          | 1971年5月28日           | 苏联                          | 著陸器                     |      | 大部分成功 | 1971年12月2日软着陸火星成功，14.5秒後失聯。第一个成功着陆的探测器。                                                                  |
| 火星3號                | Prop-M 火星車          | 1971年5月28日           | 苏联                          | 火星車                     |      | 太空船失敗 | 第一個在另一個星球上軟著陸的巡視器，也是第一個成功軟著陸的火星車，由於與火星3號著陸器失去通信，部署狀態未知。                        |
| 火星4號                | 火星4號                | 1973年7月21日           | 苏联                          | 衛星                       |      | 太空船失敗 | |
| 火星5號                | 火星5號                | 1973年7月25日           | 苏联                          | 衛星                       |      | 太空船失敗 | 進入火星軌道9天後失聯 |
| 火星6號                | 火星6號                | 1973年8月5日            | 苏联                          | 飛掠                       |      | 大部分成功 | 登陆器成功着陆但芯片烧毁，在轨道器飞过时传回的大气数据大多难以辨认。                                                                 |
| 火星6號                | 火星6號著陸器          | 1973年8月5日            | 苏联                          | 著陸器                     |      | 太空船失敗 | |
| 火星7號                | 火星7號                | 1973年8月9日            | 苏联                          | 飛掠                       |      | 成功       | |
| 火星7號                | 火星7號著陸器          | 1973年8月9日            | 苏联                          | 著陸器                     |      | 太空船失敗 | 未進入火星大氣層 |
| 海盜1號                | 海盜1號軌道船          | 1975年8月20日           | 美国國家航空航天局            | 衛星                       |      | 成功       | 繞行火星1,385圈 |
| 海盜1號                | 海盜1號著陸器          | 1975年8月20日           | 美国國家航空航天局            | 著陸器                     |      | 成功       | 運作2,245天 |
| 海盜2號                | 海盜2號軌道船          | 1975年9月9日            | 美国國家航空航天局            | 衛星                       |      | 成功       | 繞行火星700圈 |
| 海盜2號                | 海盜2號著陸器          | 1975年9月9日            | 美国國家航空航天局            | 著陸器                     |      | 成功       | 運作1,281天 |
| 弗伯斯1號              | 弗伯斯1號              | 1988年7月7日            | 苏联                          | 多種                       |      | 太空船失敗 | 前往火星途中失聯 |
| 弗伯斯2號              | 弗伯斯2號              | 1988年7月7日            | 苏联                          | 多種                       |      | 部分失敗   | 登陸前失聯 |
| 火星觀察者             | 火星觀察者             | 1992年9月25日           | 美国國家航空航天局            | 衛星                       |      | 太空船失敗 | 火星軌道插入前失聯 |
| 火星全球勘測者         | 火星全球勘測者         | 1996年11月7日           | 美国國家航空航天局            | 衛星                       |      | 成功       | 運作七年 |
| 火星96                 | 火星96                 | 1996年11月16日          | 俄羅斯聯邦航天局              | 多種                       |      | 發射失敗   | 未離開在近地軌道 |
| 火星探路者             | 火星探路者             | 1996年12月4日           | 美国國家航空航天局            | 著陸器                     |      | 成功       | 1997年7月4日登陸 |
| 火星探路者             | 旅居者號               | 1996年12月4日           | 美国國家航空航天局            | 火星車                     |      | 成功       | 運作84天 |
| 希望號探測器           | 希望號探測器           | 1998年7月3日            | 日本宇宙航空研究開發機構      | 衛星                       |      | 失敗       | 抵達火星前燃料用盡 |
| 火星氣候衛星           | 火星氣候衛星           | 1998年12月11日          | 美国國家航空航天局            | 衛星                       |      | 太空船失敗 | 太接近火星而燒毀 |
| 火星極地登陸者/深空2號 | 火星極地登陸者         | 1999年1月3日            | 美国國家航空航天局            | 著陸器                     |      | 太空船失敗 | 登陸火星失敗 |
| 火星極地登陸者/深空2號 | 深空2號                | 1999年1月3日            | 美国國家航空航天局            | 撞擊器                     |      | 失敗       | 登陸火星失敗 |
| 2001火星奧德賽號       | 2001火星奧德賽號       | 2001年4月7日            | 美国國家航空航天局            | 衛星                       |      | 運作中     | 預計運作至2025年 |
| 火星快車號             | 火星快車號             | 2003年6月2日            | 歐洲太空總署                  | 衛星                       |      | 運作中     | 預計運作至2026年 |
| 火星快車號             | 小獵犬2號              | 2003年6月2日            | 歐洲太空總署 · 英国           | 著陸器                     |      | 大部分成功 | 登陆器成功着陆，但两个太阳能电池板未能展开，阻碍下方的天线通信。                                                                     |
| 火星探測漫遊者         | 精神號                 | 2003年6月10日           | 美国國家航空航天局            | 火星車                     |      | 成功       | 運作2,208天 |
| 火星探測漫遊者         | 機會號                 | 2003年7月8日            | 美国國家航空航天局            | 火星車                     |      | 成功       | 2019年2月13日因為失聯終止任務。 |
| 羅塞塔號               | 羅塞塔號               | 2004年3月2日            | 歐洲太空總署                  | 飛掠(重力助推，前往小行星) |      | 成功       | 2007年2月飛越火星 |
| 火星勘察衛星           | 火星勘察衛星           | 2005年8月12日           | 美国國家航空航天局            | 衛星                       |      | 運作中     | |
| 鳳凰號                 | 鳳凰號                 | 2007年8月4日            | 美国國家航空航天局            | 著陸器                     |      | 成功       | |
| 黎明號                 | 黎明號                 | 2007年9月26日           | 美国國家航空航天局            | 飛掠(重力助推，前往小行星) |      | 成功       | 2009年2月飛越火星 |
| 火衛一-土壤/萤火一号   | 火衛一-土壤            | 2011年11月8日           | 俄罗斯联邦航天局              | 衛星和樣本返回器           |      | 发射失败   | 未離開近地軌道 |
| 火衛一-土壤/萤火一号   | 萤火一号               | 2011年11月8日           | 中国国家航天局                | 衛星                       |      | 发射失败   | 未離開近地軌道 |
| 火星科學實驗室         | 好奇號                 | 2011年11月26日          | 美國國家航空航天局            | 火星車                     |      | 運作中     | |
| 火星軌道探測器         | 火星軌道探測器         | 2013年11月5日           | 印度空间研究组织              | 衛星                       |      | 運作中     | 2014年9月24日進入火星軌道 |
| MAVEN                  | MAVEN                  | 2013年11月18日          | 美國國家航空航天局            | 衛星                       |      | 運作中     | 2014年9月22日進入火星軌道 |
| ExoMars 2016           | 火星微量氣體任務衛星   | 2016年3月14日           | 歐洲太空總署 俄羅斯聯邦航天局 | 衛星                       |      | 運作中     | |
| ExoMars 2016           | 斯基亞帕雷利EDM登陸器  | 2016年3月14日           | 歐洲太空總署                  | 著陸器                     |      | 登陸失敗   | 火星微量氣體任務衛星搭載 |
| 洞察號                 | 洞察號                 | 2018年5月5日            | 美國國家航空航天局            | 著陸器                     |      | 運作中     | 2018年11月26日登陸。 |
| 阿联酋希望号火星探测器 | 阿联酋希望号火星探测器 | 2020年7月19日           | 阿联酋太空总署                | 衛星                       |      | 運作中     | 2021年2月9日進入火星軌道 |
| 天问一号/祝融号火星车  | 天问一号               | 2020年7月23日           | 中国国家航天局                | 衛星                       |      | 運作中     | 2021年2月10日進入火星軌道，同年5月15日着陆火星                                                                                       |
| 天问一号/祝融号火星车  | 天問一號著陸器         | 2020年7月23日           | 中国国家航天局                | 著陸器                     |      | 成功       | 2021年5月14日登陸。 |
| 天问一号/祝融号火星车  | 祝融号火星车           | 2020年7月23日           | 中国国家航天局                | 火星車                     |      | 運作中     | 2021年5月14日登陸。 |
| 火星2020               | 毅力号                 | 2020年7月30日           | 美國國家航空航天局            | 火星車                     |      | 運作中     | 2021年2月18日登陸。 |
| 火星2020               | 機智號                 | 2020年7月30日           | 美國國家航空航天局            | 直升機                     |      | 運作中     | 第一架在另一個星球上進行動力控制飛行的飛行器。2021年2月18日與毅力號火星車一起著陸。2021年4月3日從火星車部署。2021年4月19日完成首飛。 |

## 參阅
- 火星
- 火星探测
- 火星殖民
- 月球探测任务列表
- 太陽系探測器列表